# Begonia pubescens
Espèce
Synonymes
- Begonia hirsuta Brace ex Ridl.[1]

Begonia pubescens est une espèce de plantes de la famille des Begoniaceae.
L'espèce fait partie de la section Petermannia.
Elle a été décrite en 1906 par Henry Nicholas Ridley (1855-1956).

## Description
Plante à tige dressée, à feuilles ovales asymétriques et à petites fleurs blanches.

## Répartition géographique
Cette espèce est originaire du pays suivant : Malaisie . Elle a été observée dans la localité de Matang.